# KH Zagłębie Sosnowiec
Le KH Zagłębie Sosnowiec est un club de hockey sur glace de Sosnowiec dans la voïvodie de Silésie en Pologne. Il évolue dans le Championnat de Pologne de hockey sur glace.

## Historique

Le club est créé en 1937. Il a remporté le championnat national à cinq reprises.

## Palmarès
- Vainqueur de l'Ekstraliga[1] : 1980, 1981, 1982, 1983, 1985.
- Vainqueur de la I Liga : 2005.